# Zepp
Zepp är en grupp musikhallar i flera städer i Japan. Zepp har varit värd för ett större antal internationella turnéer och är även populära bland de japanska musikerna. Varje musikhall kombineras alltid med namnet av staden som den är lokaliserad i. Zepp är ett dotterbolag till Sony Music Entertainment Japan.
Zepp sponsras av Asahi-bryggeriet.

## Lokaler
Från norr till söder:
Zepp Sapporo
- Öppnad: April 1998
- Kapacitet: 2 009

43°02′58″N 141°21′11″Ö / 43.049309°N 141.353194°Ö
Zepp Tokyo
- Öppnad: Mars 1999
- Kapacitet: 2 709

35°37′33″N 139°46′56″Ö / 35.625903°N 139.782278°Ö
Zepp Diver City (Tokyo)
- Öppnad: April 2012
- Kapacitet: 2 473

35°37′31″N 139°46′30″Ö / 35.625139°N 139.775111°Ö
Zepp Nagoya
- Öppnad: Mars 2005
- Kapacitet: 1 792

35°09′48″N 136°53′05″Ö / 35.1634°N 136.8846°Ö
Zepp Namba (Osaka)
- Öppnad: April 2012
- Kapacitet: 2 530

34°39′26″N 135°30′05″Ö / 34.657361°N 135.501306°Ö
Zepp Fukuoka
- Öppnad: Juni 1999
- Kapacitet: 2 001

33°35′37″N 130°21′48″Ö / 33.593553°N 130.363264°Ö

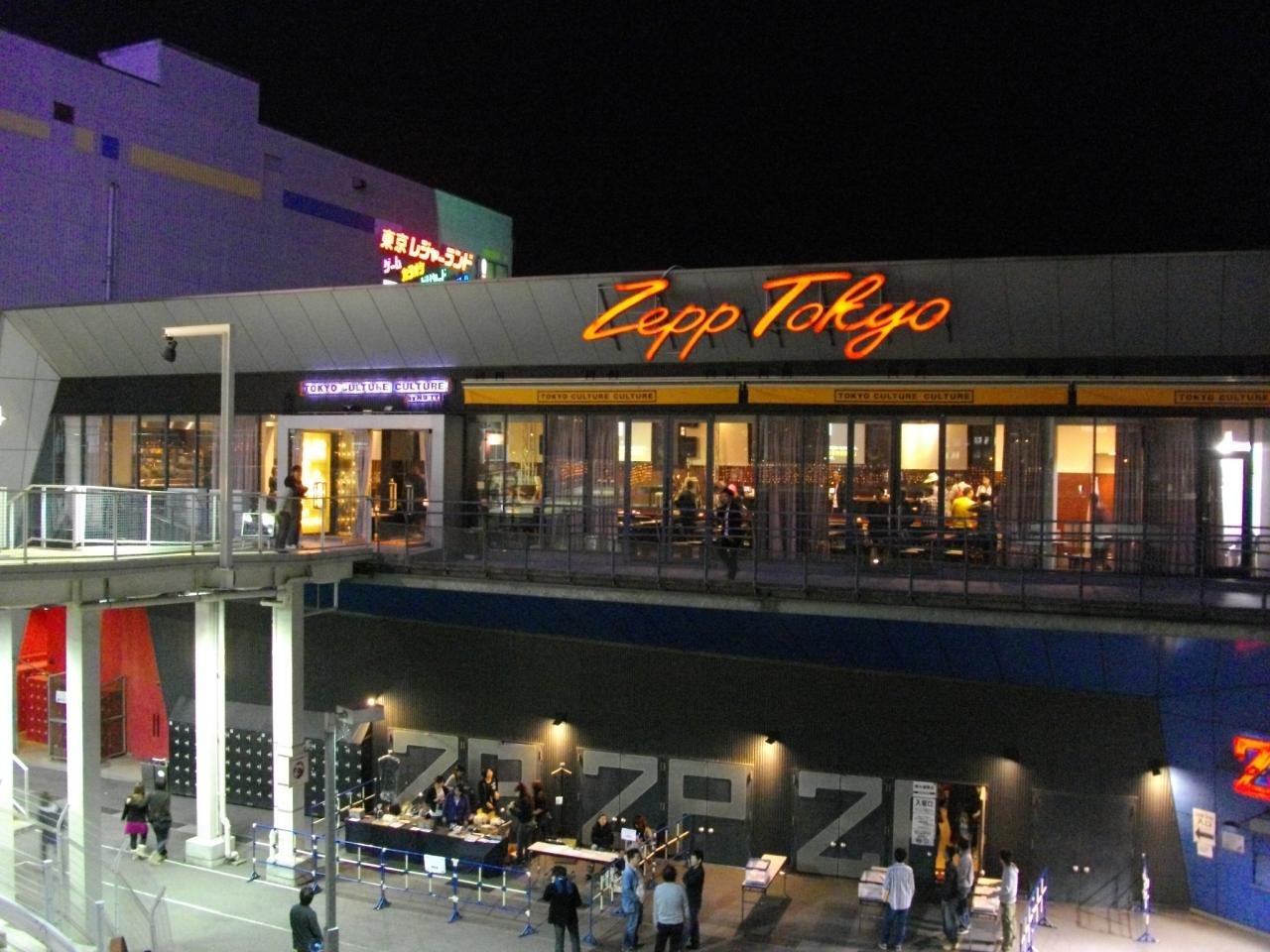
Zepp Tokyo
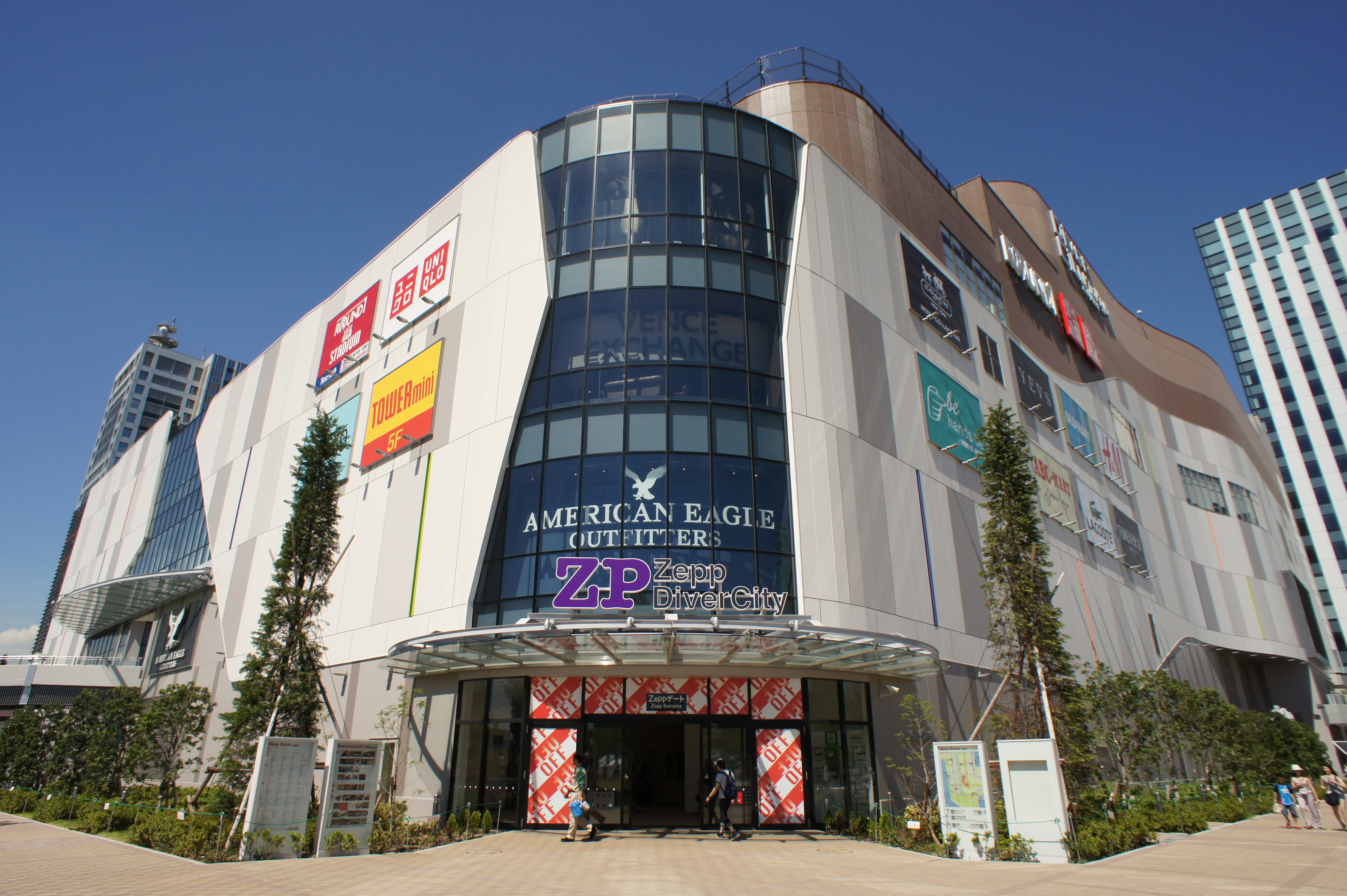
Zepp DiverCity (Tokyo)
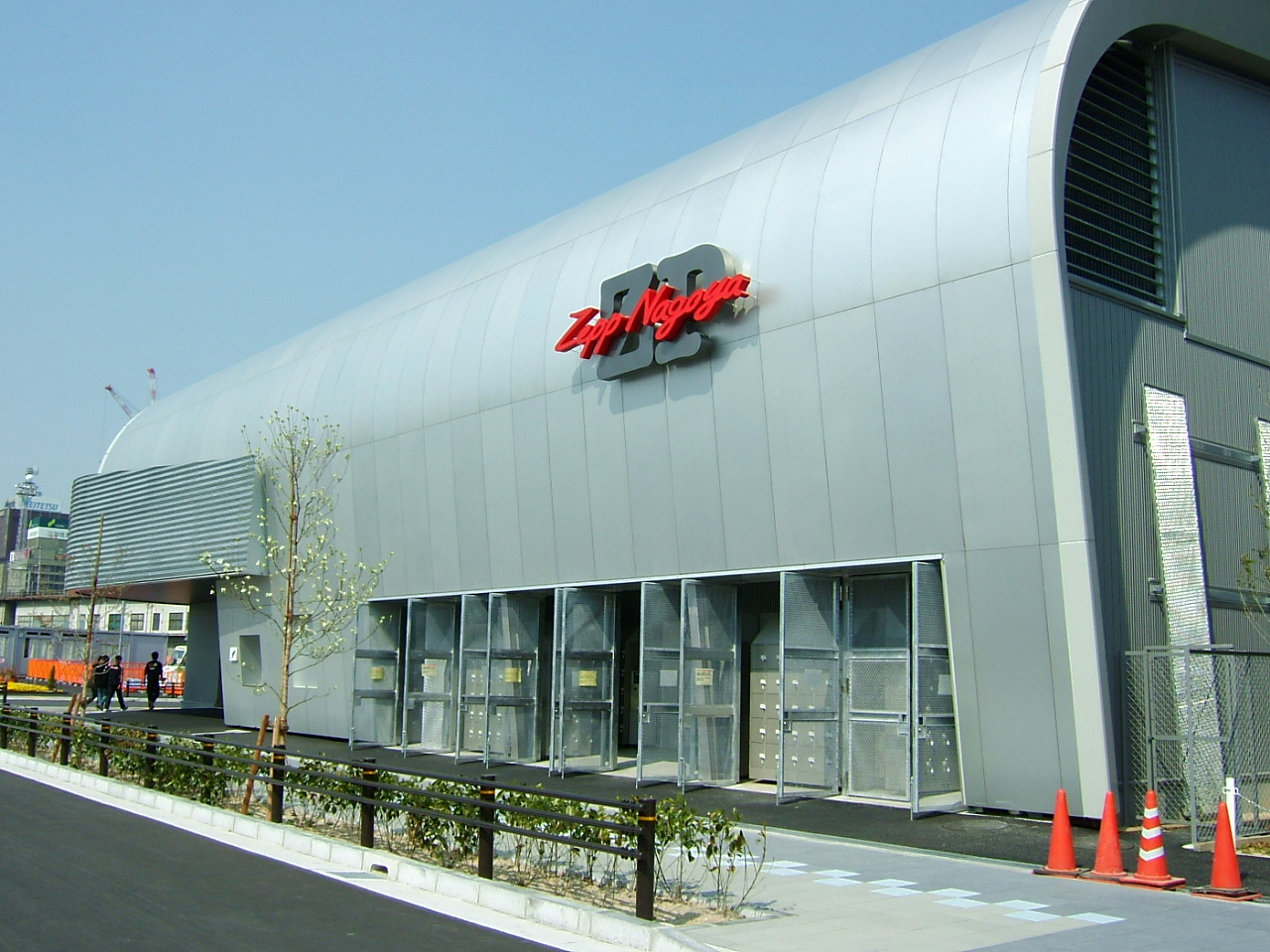
Zepp Nagoya
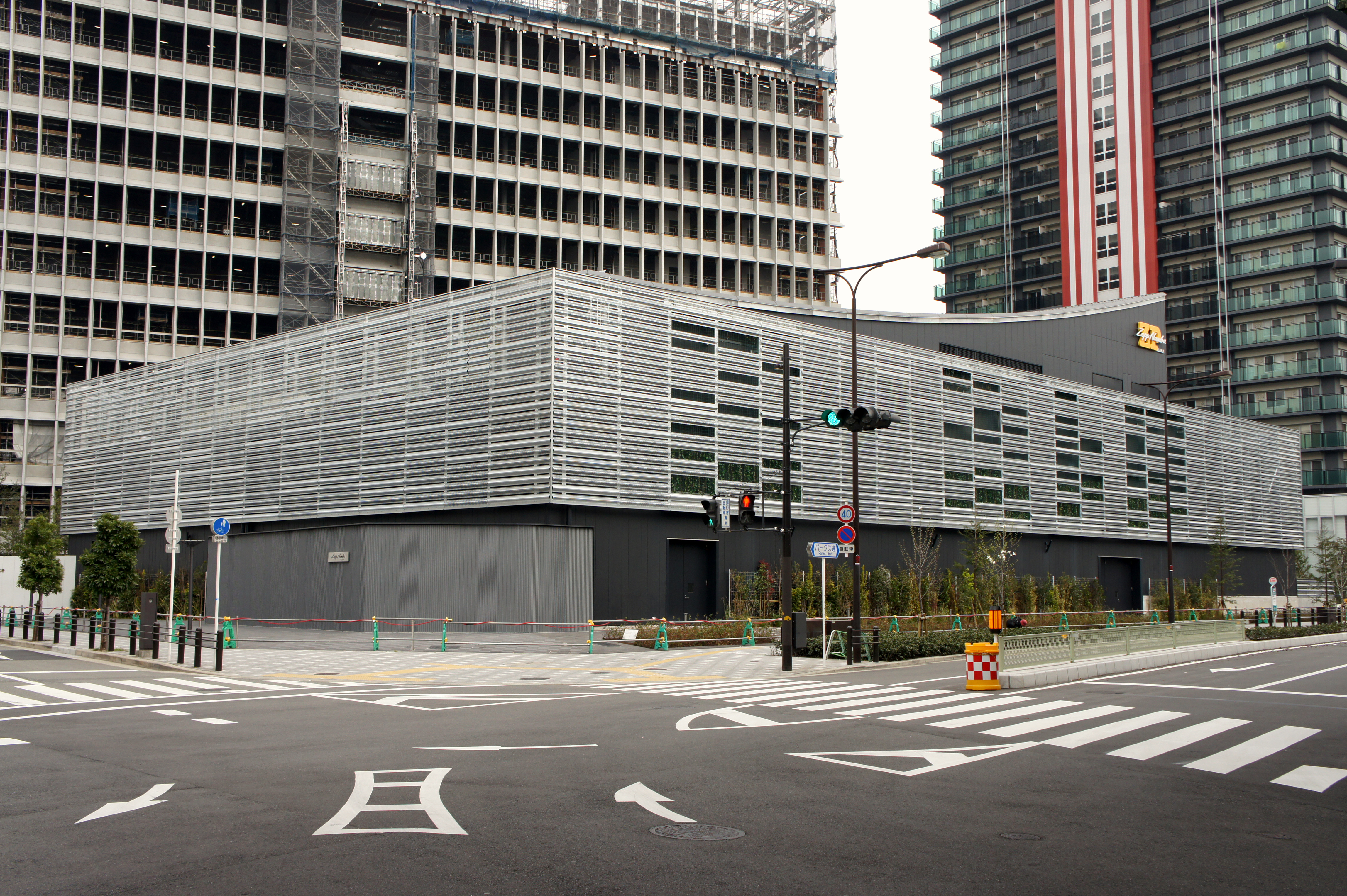
Zepp Namba (Osaka)

## Tidigare lokaler
Zepp Sendai
- Öppnad: 1 augusti 2000
- Stängd: Juli 2012
- Kapacitet: 1 500

38°15′38″N 140°53′01″Ö / 38.260537°N 140.883569°Ö
Zepp Osaka
- Öppnad: November 1998
- Stängd: April 2012
- Kapacitet: 2 200

34°38′28″N 135°25′01″Ö / 34.641026°N 135.416972°Ö

## Aktieägare
- Asahi-bryggeriet
- Avex Group
- Sony Music Entertainment Japan